# Neuroedukacja
Neuroedukacja (lub neurodydaktyka) – gałąź pedagogiki i dydaktyki, zainicjowana przez Richarda Bandlera i Johna Grindera (Stany Zjednoczone), w latach 70. Ukazuje potrzebę stymulacji neuronów podczas procesu przyswajania wiedzy oraz metody, które w całości wykorzystują potencjał mózgu, wzmacniają i zwiększają jego sprawności, w ten sposób uczenie staje się ciekawsze i bardziej angażujące neuron. Sposoby trwalszego zapamiętywania nowych informacji, ich powiązanie je z życiowymi doświadczeniami.

## Cel
Neuropedagodzy i neurodydaktycy, badający tę dziedzinę, dążą do wykorzystania zdobytej wiedzy o pracy mózgu do zmiany metodyka nauczania, tj. zwiększenia skuteczności kształcenia i uczenia się. Badania podjęte w tym celu, np. monitorowanie pracy mózgu podczas procesu przyswajania wiedzy, przyczyniły się do wyznaczenia zalet i wad istniejących już metod nauczania. Monitorowanie to możliwe jest dzięki pojawieniu się nowych technologii i sposobów neuroobrazowania, jak na przykład funkcjonalny rezonans magnetyczny i tomografia komputerowa, które pozwalają, według badaczy, na precyzyjne planowanie, selekcjonowanie i tworzenie skuteczniejszych metod i oddziaływań pedagogicznych. Twierdzą oni, że metody tradycyjne, w dzisiejszym skomputeryzowanym świecie, nie sprawdzają się, męczą mózg i nie dają satysfakcji ze zdobywania nowej wiedzy. Kluczowym jest również przekonanie, że elastyczność mózgu i możliwość uczenia się tworzą całość i są wzajemnie powiązane. Każdy człowiek jest indywidualistą i w trakcie procesu przyswajania wiedzy potrzebuje różnych bodźców związanych z jego własnym doświadczeniem. Fundamentalnym jest eksplikacja zasad i strategii, które wpływają na wybór przez nauczyciela określonej metody dydaktycznej, tj. spojrzenie na ucznia w sposób indywidualny i wzięcie pod uwagę jego predyspozycji.
Na terenie Polski odbywają się szkolenia dla osób pogłębiających techniki neuroedukacji, np. Tadeusz Mikołaj Rak wraz z Wandą Świtałą-Rak prowadzą od ponad 10 lat wspólny ośrodek HOMOSUM w Rybniku. W niektórych szkołach w Polsce, np. w Lublinie i w Bytomiu (zajęcia prowadzone przez pana Tadeusza Mikołaja Raka), wprowadzono w system tę dziedzinę. W rezultacie przedstawiono zalety tego procesu, takie jak opisywanie uczenia się jednostki z perspektywy procesów neuronowych w mózgu, konstruowanie metod nauczania opartych na aktualnych badaniach mózgu, szerszy pogląd na proces uczenia się, zapamiętywania, znaczenia emocji i motywacja do nauki. Neuropedagogiką zajmuje się także prof. Władysław Błasiak z SWPW.

## Zalecenia praktyczne
- uczenie powiązane z życiem, co można osiągnąć dając uczniowi możliwość sprawdzenia swojej wiedzy wprowadzając go w różne sytuacje dnia codziennego;
- nauka dzieci wszechstronnie wspierana w odpowiednim czasie, którym są najmłodsze lata; nauczanie języka obcego wprowadzone od 1-2 roku życia;
- zajęcia nieformalne, przyjemne i połączone z zabawą zarówno dla dzieci, jak i dla dorosłych.